# 浅田村
浅田村（あさだむら）は、かつて青森県にあった村。

## 沿革
- 1889年（明治22年）4月1日 - 町村制施行により三戸郡浅水村、扇田村が合併し、浅田村が発足。
- 1955年（昭和30年）7月1日 - 三戸郡五戸町、川内村と合併して五戸町が発足し消滅。旧村域は五戸町の飛地となった[1]。

## 村長
- 中川原貞機：1935年[2] -

## 出身著名人
- 中川原貞機（扇田村出身、衆議院議員）